# Comanthus gisleni
Comanthus gisleni is een haarster uit de familie Comatulidae.
De wetenschappelijke naam van de soort werd in 1986 gepubliceerd door Francis Rowe, Hoggett, Birtles & Vail.